# Lijst van voetbalinterlands Amerikaanse Maagdeneilanden - Trinidad en Tobago (vrouwen)
Deze lijst van voetbalinterlands is een overzicht van alle officiële voetbalinterlands tussen de nationale vrouwenteams van de Amerikaanse Maagdeneilanden en Trinidad en Tobago. De landen hebben tot nu toe één keer tegen elkaar gespeeld.

## Wedstrijden
| № | Plaats | Datum       | Competitie           | Wedstrijd                                        | Uitslag |
| - | ------ | ----------- | -------------------- | ------------------------------------------------ | ------- |
| 1 | Couva  | 20 mei 2018 | WK 2019 kwalificatie | Trinidad en Tobago − Amerikaanse Maagdeneilanden | 10 − 0  |

## Samenvatting
| Competitie      | Totaal gespeeld | Winst Amerikaanse Maagdeneilanden | Gelijk | Winst Trinidad en Tobago | Doelsaldo Amerikaanse Maagdeneilanden – Trinidad en Tobago |
| --------------- | --------------- | --------------------------------- | ------ | ------------------------ | ---------------------------------------------------------- |
| WK kwalificatie | 1               | 0                                 | 0      | 1                        | 0 − 10                                                     |
| Totaal          | 1               | 0                                 | 0      | 1                        | 0 − 10                                                     |

USVI Soccer Federation · A-internationals · Mannenelftal van de Amerikaanse Maagdeneilanden
2002 – 2009 · 2010 – 2019 · 2020 – 2029
Anguilla ·
Antigua en Barbuda ·
Aruba ·
Bahama's ·
Barbados ·
Bermuda ·
Britse Maagdeneilanden ·
Costa Rica ·
Cuba ·
Curaçao ·
Dominica ·
Dominicaanse Republiek ·
Grenada ·
Guatemala ·
Haïti ·
Jamaica ·
Kaaimaneilanden ·
Saint Kitts en Nevis ·
Saint Lucia ·
Saint Vincent en de Grenadines ·
Suriname ·
Trinidad en Tobago ·
Turks- en Caicoseilanden